# Myiarchus nuttingi
Myiarchus nuttingi е вид птица от семейство Tyrannidae.

## Разпространение
Видът е разпространен в Гватемала, Коста Рика, Мексико, Никарагуа, Салвадор, САЩ и Хондурас.